# سوك سنتر
سوك سنتر (بالإنجليزية: Sauk Centre, Minnesota)‏ هي مدينة تقع في ولاية مينيسوتا في الولايات المتحدة. تبلغ مساحة هذه المدينة 11.01 (كم²)، وترتفع عن سطح البحر 381 م، بلغ عدد سكانها 4317 نسمة في عام 2010 حسب إحصاء مكتب تعداد الولايات المتحدة.

## التركيبة السكانية
قام مكتب تعداد الولايات المتحدة بتحديد بيانات التركيبة السكانية لسوك سنترفي تعداد الولايات المتحدة. في ما يلي، التركيبة السكانية حسب تعدادي 2000 و2010.

### تعداد عام 2000
بلغ عدد سكان سوك سنتر 3,930 نسمة بحسب تعداد عام 2000، وبلغ عدد الأسر 1,616 أسرة وعدد العائلات 1,042 عائلة مقيمة في المدينة. في حين سجلت الكثافة السكانية 1,057.2 نسمة لكل ميل مربع (408.2/كم2). وبلغ عدد الوحدات السكنية 1,709 وحدة بمتوسط كثافة قدره 459.7 نسمة لكل ميل مربع (177.5/كم2).
وتوزع التركيب العرقي للمدينة بنسبة 98.68% من البيض و 0.13% من الأمريكيين الأصليين و 0.25% من الأمريكيين ذوي الأصول الآسيوية و 0.31% من الأمريكيين الأفارقة و 0.38% من عرقين مختلطين أو أكثر.
بلغ عدد الأسر 1,616 أسرة كانت نسبة 30.4% منها لديها أطفال تحت سن الثامنة عشر تعيش معهم، وبلغت نسبة الأزواج القاطنين مع بعضهم البعض 53.0% من أصل المجموع الكلي للأسر، ونسبة 8.5% من الأسر كان لديها معيلات من الإناث دون وجود شريك، وكانت نسبة 35.5% من غير العائلات. تألفت نسبة 31.4% من أصل جميع الأسر من أفراد ونسبة 17.8% كانوا يعيش معهم شخص وحيد يبلغ من العمر 65 عاماً فما فوق. وبلغ متوسط حجم الأسرة المعيشية 3.01، أما متوسط حجم العائلات فبلغ 2.38.
بلغ العمر الوسطي للسكان 39 عاماً. وكانت نسبة 25.6% من القاطنين تحت سن الثامنة عشر، وكانت نسبة 8.2% بين الثامنة عشر والأربعة وعشرون عاماً، ونسبة 25.1% كانت واقعةً في الفئة العمرية ما بين الخامسة والعشرون حتى والأربعة وأربعون عاماً، ونسبة 18.6% كانت ما بين الخامسة والأربعون حتى الرابعة والستون، ونسبة 22.5% كانت ضمن فئة الخامسة والستون عاماً فما فوق. يوجد لكل 100 أنثى 89.4 ذكر، ويوجد لكل 100 أنثى في الثامنة عشر من عمرها فما فوق 85.4 ذكر.
بلغ متوسط دخل الأسرة في المدينة 37,644 دولار، أما متوسط دخل العائلة فبلغ 47,623 دولار. وكان متوسط دخل الذكور 33,382 دولار مقابل 20,399 دولار للإناث. وسجل دخل الفرد الخاص بالمدينة 18,390 دولار. وكانت نسبة 2.3% من العائلات ونسبة 5.2% من السكان تحت خط الفقر، وكان من هؤلاء نسبة 2.9% تحت سن الثامنة عشر ونسبة 8.0% في الخامسة والستين من العمر وما فوق.

### تعداد عام 2010
بلغ عدد سكان سوك سنتر 4,317 نسمة بحسب تعداد عام 2010، وبلغ عدد الأسر 1,851 أسرة وعدد العائلات 1,174 عائلة مقيمة في المدينة. في حين سجلت الكثافة السكانية 1,082.0 نسمة لكل ميل مربع (417.8/كم2). وبلغ عدد الوحدات السكنية 1,994 وحدة بمتوسط كثافة قدره 499.7 لكل ميل مربع (192.9/كم2).
وتوزع التركيب العرقي للمدينة بنسبة 95.6% من البيض و 0.1% من الأمريكيين الأصليين و 0.3% من الأمريكيين ذوي الأصول الآسيوية و 0.8% من الأمريكيين الأفارقة و 0.9% من عرقين مختلطين أو أكثر.
بلغ عدد الأسر 1,851 أسرة كانت نسبة 28.4% منها لديها أطفال تحت سن الثامنة عشر تعيش معهم، وبلغت نسبة الأزواج القاطنين مع بعضهم البعض 50.5% من أصل المجموع الكلي للأسر، ونسبة 9.4% من الأسر كان لديها معيلات من الإناث دون وجود شريك، بينما كانت نسبة 3.6% من الأسر لديها معيلون من الذكور دون وجود شريكة وكانت نسبة 36.6% من غير العائلات. وبلغ متوسط حجم الأسرة المعيشية 2.86، أما متوسط حجم العائلات فبلغ 2.28.
بلغ العمر الوسطي للسكان 41.4 عاماً. وكانت نسبة 22.9% من القاطنين تحت سن الثامنة عشر، وكانت نسبة 8.2% بين الثامنة عشر والأربعة وعشرون عاماً، ونسبة 22.8% كانت واقعةً في الفئة العمرية ما بين الخامسة والعشرون حتى والأربعة وأربعون عاماً، ونسبة 24.3% كانت ما بين الخامسة والأربعون حتى الرابعة والستون، ونسبة 21.6% كانت ضمن فئة الخامسة والستون عاماً فما فوق. وتوزع التركيب الجنسي للسكان بنسبة 47.4% ذكور و52.6% إناث.

## وصلات خارجية
- www.saukcentre.govoffice2.com/
- The US50 - Cities and Towns in Minnesota State